# Borotice (Moravia meridionale)
Borotice (in tedesco Borotitz) è un comune della Repubblica Ceca facente parte del distretto di Znojmo, in Moravia Meridionale.